# Саїд Хасан Насралла
Саїд Хасан Насралла (у класичній арабській вимові — Насрулла араб. حسن نصرالله [ħasan nasˤrɑɫɫɑh]; 31 серпня 1960, у Бурдж Хаммуд — східному окрузі Бейрута — 27 вересня 2024, там же) — був лідером військово-політичного ліванського шиїтського руху «Хезболла», визнаного терористичною організацією у ряді країн світу. Очолив рух 1992 року, після того, як спецслужби Ізраїлю вбили його попередника Аббаса аль-Мусаві.

## Біографія
Саїд Хасан Насралла був старшим з восьми дітей у родині. Батько, Саїд Абдуль Карим, родом із села Базурія, що в районі Джебель-Амель, Південний Ліван, працював у передмісті Бейрута Карантину, а коли Хасанові було 15 років, він разом з родиною повернувся до Базурія. Тут Насралла вступив до лав воєнізованої шиїтської організації «Амаль». Незважаючи на юний вік, він стає одним з місцевих лідерів цієї організації.
1977 року Хасан Насралла з допомогою Шейха Мухаммада аль-Гараві вирушив до Ан-Наджафу — центру шиїтського політичного життя в Іраку отримувати релігійну освіту, але вже на наступного року його, як і багатьох інших радикально налаштованих ліванців, вислали з країни. Насралла повернувся до Лівану, де став учнем лідера організації «Амаль» шейха Аббаса аль-Мусауї. 1980 року Насралла увійшов у політичне керівництво «Амаль» і став її політичним представником у долині Бекаа.
Після початку Лівано-ізраїльської війни 1982 року Насралла вийшов з «Амаль» і став членом нової радикального угруповання 2(«Партія Аллаха»), що боролася проти ізраїльської окупації півдня Лівану та долини Бекаа (шиїтські райони Лівану).
1989 року Насралла продовжив релігійну освіту в іранському місті Кум.
З 1992 року, після загибелі шейха аль-Мусаві і його родини, шейх Насралла як духовний лідер та «генеральний секретар» «Хізбалли» присвятив себе створенню у рамках «Хізбалли» потужної військової організації. З цією метою він встановив постійні контакти із владою Ірану та Сирії. під керівництвом Насралли «Хізбалла» стала серйозним супротивником ізраїльської армії, що окупувала південь Лівану. Вважають, що саме збройний опір її бойовиків наприкінці 1990-х став одним з основних чинників, зрештою змусивши ізраїльтян ухвалити рішення про виведення своїх військ 2000 року, після 18-річної окупації. Разом з ізраїльською армією змушені були піти й підрозділи християнської «Армії південного Лівану». У зв'язку з цим у Лівані і в усьому арабському світі основною заслугою Хассана Насралли вважають те, що він поклав край ізраїльській окупації Лівану. Це сприяло підвищенню політичного престижу його руху.
2005 року «Хізбалла», взявши участь у виборах у блоці з рухом «Амаль», отримала більшість у виборчому окрузі № 2 (Південний Ліван), змогла провести до парламенту 23 представники (зі 128 депутатів) та виявилася представлена в уряді (Мухаммед Фнейш — портфель міністра енергетики та водних ресурсів).
2004 року Насралла зіграв значну роль у досягненні домовленості між «Хізбаллою» та Ізраїлем про обмін полоненими (ув'язненими) та тілами загиблих, внаслідок якої десятки арабів були звільнені з ізраїльських в'язниць.
Після вбивства у Лівані колишнього прем'єр-міністра країни Рафіка Харірі Рада безпеки ООН прийняла Резолюцію № 1559, яка вимагала вивести всі іноземні війська з Лівану. Переважно малися на увазі війська Сирії, що перебували у цій країні з того часу, як вони були введені сюди 1976 року для того, щоб покласти край громадянській війні. У відповідь на цю резолюцію Насралла організував кілька масових демонстрацій на підтримку сирійського уряду. У Резолюції № 1559 також містилася вимога «розпустити та роззброїти всі ліванські та неліванскі напіввійськові формування (militias)» і «встановити контроль уряду Лівану над всією ліванською територією». Це положення безпосередньо стосувалося збройних загонів «Хізбалли», які не підпорядковувалися ліванському уряду та фактично контролюють райони півдня Лівану.
У ході військового зіткнення між Ізраїлем та «Хізбаллою» з 12 липня по 14 серпня 2006 року ізраїльтяни намагалися встановити точне місцезнаходження та захопити або ліквідувати шейха, для чого висаджували десант у південному Лівані, проте ця операція успіху не мала. 22 вересня 2006 року Насралла виступив перед сотнями тисяч своїх прихильників з Лівану, а також інших арабських та мусульманських країн на одній з площ південної частини Бейрута, де відзначалася «божественна перемога» у 34-денній війні з Ізраїлем. У листопаді 2006 року у телеінтерв'ю заявив, що «Хізбалла» повністю відновила військовий арсенал. За словами шейха, на озброєнні в угруповання є як мінімум 30 тисяч ракет, чого достатньо для п'яти місяців війни.
Після війни Насралла постійно перебував у захищеному бункері, розташованому у секретному місці на півдні Лівану, побоюючись раптової атаки ізраїльських спецслужб. У липні 2007-го й у лютому 2010-го шейх відвідував Дамаск на запрошення президента Сирії Башара Асада, у сирійській столиці зустрічався також з президентом Ірану Махмудом Ахмадінежадом. У червні 2010 року прем'єр-міністр Туреччини Реджеп Ердоган запросив Насраллу відвідати Анкару, однак шейх відмовився від ризикованої подорожі з Лівану до Туреччини через Сирію. У жовтні 2010 року Насралла приймав у Лівані Ахмадінежада, але сам довгі роки не бував у Тегерані.
У листопаді 2009 року шейха Насралла вшосте обрано генеральним секретарем «Партії Аллаха».
У грудні 2011 року у ЗМІ з'явилися повідомлення про те, що «особистий статок Насралли оцінюється у 250 мільйонів доларів», а «сумарний капітал керівників „Хізбалли“ та пов'язаних з ними ліванських підприємців може досягти двох мільярдів доларів»
У лютому 2013 року радіостанція «Голос Бейрута» з посиланням на близькі до «Хізбалли» джерела повідомила, що 52-річний Насралла вилетів до Тегерана для проходження курсу лікування у зв'язку з онкологічним захворюванням. На випадок несприятливого розвитку подій імовірним наступником Насралли називають його заступника з «Партії Аллаха» Наїма Касема.

### Ліквідація

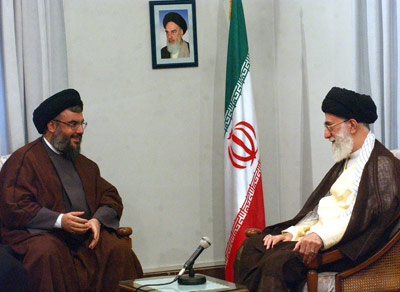
Насралла відвідує Верховного лідера Ірану Алі Хаменеї в Тегерані, 1 серпня 2005 року

Ліквідований Армією оборони Ізраїлю 27 вересня 2024 року внаслідок авіаудару по Бейруту разом із командувачем південного фронту «Хезболли» Алі Каркі та іншими командирами угруповування. Військово-повітряні сили Ізраїлю завдали удару по головному штабу ліванського угруповання «Хезболла» у Бейруті. Для ліквідації лідера терористичної організації Хасана Насралли застосували близько 85 бомб, кожен снаряд важив близько тонни.

## Приватне життя
Хасан Насралла одружений з Фатімою Ясін з ліванського села Аль-Абасія. У них було п'ятеро дітей. Старшого сина Насралли, Хаді, було убито 1997 року у 18-річному віці. Син Насралли пішов стопами батька та вступив у батальйони «Хізбалли». 1997 року ізраїльський прикордонний патруль було атаковано бойовиками з території Лівану. Ізраїльтяни відбили атаку, знищивши нападників, серед яких був і син Насралли. Тіло вбитого Хаді захопили солдати Ізраїлю та відправили до Ізраїлю з метою обміну на тіла загиблих ізраїльських військовослужбовців.
У липні 2014 року племінник Насралли загинув у боях з антиурядовими повстанцями Сирії.